# Ryomen Sukuna
Ryomen Sukuna (en japonais : 両面 宿儺, Hepburn : Ryomen Sukuna) est un personnage de fiction et l'un des principaux antagonistes de la série de manga Jujutsu Kaisen et de la série animée du même nom créées par Gege Akutami. Venant de l'ère Heian, il est l'un des exorcistes les plus connus et détient le titre de Roi des Fléaux et de meilleur exorciste de tous les temps. Bien qu'il soit à l'origine humain, Sukuna décide à sa mort de se réincarner en tant que relique maudite, dans laquelle son immense pouvoir est divisé en vingt doigts. Au début de l'histoire Yuji Itadori avale l'un des doigts de Sukuna, devenant ainsi son réceptacle et ramenant Sukuna à la vie.
Dans la version animée, il est doublé par Junichi Suwabe pour la voix japonaise et par Ray Chase pour la voix anglaise. Les critiques saluent sa personnalité sadique et « terrifiant » dans le rôle du méchant ainsi que sa relation double avec Yuji.

## Concept et création
Selon Akutami, Sukuna relève plus de « la catastrophe ambulante que d'un exorciste » . Au cours de l'histoire Sukuna est décrit comme un personnage cruel, narcissique, dépravé et affichant une arrogance extrême. Il s'inspire de la figure mythologique Ryōmen-sukuna, issue de Nihon Shoki, un classique de la littérature japonaise. L'apparence physique surnaturelle de Sukuna ( deux visages et quatre bras) et sa personnalité démoniaque et malveillante prennent racine dans ce récit. À l'origine, Sukuna est un ennemi du clan Yamato mais il est également idolâtré par certains comme une divinité. Il est catégorisé comme un fléau à la suite de sa déclaration en tant que force naturelle vicieuse par la maison impériale du Japon. Ryomen signifie  « deux visages » , une caractéristique tout à la fois littérale et figurée,,,. Dans sa vie d'humain Sukuna ne fonde jamais de famille et est moins craint que Satoru Gojo, d'autant que cette époque est marquée par un climat de violence généralisée. De plus Gege affirme que Sukuna « tue n'importe qui, n'importe quand » et qu'il est dépourvu de morale, prenant ainsi plaisir à rendre les choses compliquées pour Yuji,.
Pour Ray Chase, qui prête sa voix à la version anglaise du personnage, le meilleur côté de Sukuna est la relation qu'il entretient avec Yuji, son réceptacle. D'après Chase, Sukuna a une conception différente de celle de Yuji en ce qui concerne la douleur, le pouvoir et la vie tenant au fait qu'il existe depuis plus d'un millénaire. Cette posture lui permet de prendre l'ascendant sur les autres protagonistes de bien des façons. Chase espérait que Sukuna puisse battre Gojo afin de laisser l'occasion à Yuji de développer ses capacités pour le vaincre dans son espace vital. Dans une autre interview, Chase déclare qu'il s'inspire de la doublure Japonaise pour différencier Yuji et Sukuna car ils partagent le même corps. Chase affirme : « c'est drôle d'avoir beaucoup d'à-côtés et la façon dont Itadori peut parfois se montrer pathétique ! Au final, je dirais que c'est parce que la série est bien écrite et bien rythmée que Sukuna est particulièrement drôle à chacune de ses apparitions. » En créant une voix pour Sukuna, Chase sentait qu'il devait  « prendre un ton sinistre et captivant, qui ne relevait absolument pas du monde de l'animé et encore moins des styles que j'avais adoptés auparavant. Le personnage bénéficie d'une intemporalité liée au fait qu'il a plus de mille ans, mais aussi d'une sorte d'attitude nonchalante à la new-yorkaise lorsqu'il se montre dédaigneux. » 

## Apparitions
Il y a plus de mille ans, durant l'ère Heian, Sukuna était un puissant utilisateur des forces occultes servi par un disciple du nom d'Uraume. Au début de l'histoire, son pouvoir est scellé dans ses 20 doigts éparpillés à travers le monde. Megumi Fushiguro remonte la trace de l'un de ces doigts jusqu'au lycée de Sugisawa. Au cours d'un combat contre un fléau, Yuji Itadori mange l'un de ces doigts et devient un exorciste, Sukuna reprenant conscience en lui. Bien que Yuji ait totalement le contrôle de son corps, il fait l'objet d'une condamnation à mort due au danger que représente Sukuna, avec comme seule protection le patronage de Satoru Gojo.
Durant une mission ayant pour but de neutraliser un fléau de classe S, Yuji et ses compagnons se retrouvent en grand danger. Le jeune exorciste donne alors le contrôle de son corps à Sukuna pour battre leur adversaire. Sukuna exorcise l'ennemi mais profite de son contrôle temporaire pour arracher le cœur de Yuji et tenter de tuer Fushiguro,auquel il commence à s'intéresser. Quand Yuji parvient à reprendre le contrôle pour sauver son ami, il meurt et rencontre Sukuna au sein de son âme. Sukuna propose à Yuji de le ramener à la vie en passant un marché qui permet à Sukuna d'obtenir le contrôle du corps de Yuji pour un court instant. Sukuna se plonge alors dans le silence à l'exception d'un combat contre un fléau, Mahito, dans lequel il se moque de Yuji après la mort de l'un de ses amis.
Au cours du drame de Shibuya, Yuji est gravement blessé et le fléau Jogo lui fait avaler plusieurs doigts. Sukuna, indifférent vis à vis de Jogo mais bien décidé à montrer sa force, le tue à l'issue d'un combat très violent à travers la ville. Il retrouve Uraume après le combat et évoque le fait qu'il a un plan pour redevenir complètement libre. Il sauve ensuite Megumi de Mahoraga, invoquant son Shikigami, et détruit une grande partie de Shibuya au cours d'une bataille apocalyptique, avant de céder le contrôle à un Yuji désemparé.
Durant le point culminant de la Traque Meurtrière, Sukuna prend le corps de Megumi par la force en lui faisant avaler un de ses doigts et affronte Maki Zeninet Yuji Itadori après leur réveil, avant de prendre la fuite avec Uraume. Pour totalement réduire l'esprit de Fushiguro au silence, il tue sa sœur Tsumiki, qui avait été possédée de façon similaire par l'exorciste Yorozu. Après quelque temps, Sukuna sauve Kenjaku d'une attaque de Satoru Gojo tout fraichement libéré avec lequel il convient de mener un combat prévu pour le 24 décembre 2018.
Dans l'arc de la Bataille de Shinjuku, ayant récupéré ses pleins pouvoirs, Sukuna, affronte Satoru Gojo, enchainant les extensions de territoires avec Sukuna qui utilise Mahoraga pour contrer les pouvoirs de Gojo. A première vue vaincu, Sukuna s'adapte à la technique occulte de Gojo et le tue. Sukuna est ensuite mis au défi par un autre adversaire de la traque meurtrière, Hajime Kashimo, qui l'oblige à reprendre sa véritable forme à quatre bras. Yuji Itadori met encore Sukuna au défi avec Hiromi Higuruma, ce dernier utilisant son extension de territoire dans le but d'affaiblir le pouvoir de Sukuna en le mettant face à ses crimes dans une court d'assises. Sukuna élimine Higurama et s'attaque à Yuji Itadori et Yuta Okkotsu,qu'il paralyse. Maki Zen'in revient pour l'affronter mais elle est mise au tapis par un puissant coup de poing de Sukuna. Kusakabe, un autre exorciste, rejoint le combat mais il est écrasé par Sukuna. Il est sauvé par un duo d'exorcistes à la base alliés de Suguru Geto. Ces deux exorcistes infligent de lourds dégâts à Sukuna, mais ils décident de mettre un terme au combat avant d'être eux-mêmes blessés. Yuji, Choso et Maki continuent le combat contre Sukuna. Au cours de cet arc il est également révélé qu'il y a un millier d'années Sukuna avait mangé son frère jumeau alors qu'il était encore dans le ventre de sa mère et que Kenjaku s'est servi de l'âme de son jumeau pour créer Jin Itadori ce qui fait de Yuji le neveu de Sukuna. Après avoir subi plusieurs rayons noirs, Sukuna est capable d'associer ensemble des vœux à valeur d'obligation, de changer sa marque de main et d'utiliser une partie de son cerveau non-endommagé par la sphère de l'espace infini de Gojo pour générer une extension similaire à son autel démoniaque qui dure 99 secondes. Son extension de territoire terminée, il emploie les mêmes flammes qu'il avait utilisées pour terrasser Jogo et Mahoraga. Il est désormais capable de créer de telles flammes en exploitant le pouvoir des vœux à valeur d'obligation. Avec ces flammes, il tue Choso qui se sacrifie pour sauver Yuji, laissant seuls Yuji et Sukuna sur le champ de bataille avant que Aoi Todo, qui téléporte Maki et Ino avec son sort inné, ne les interrompe. Ensemble Todo et Itadori arrivent à infliger de lourdes blessures à Sukuna avant qu'il n'arrive à générer une autre extension de territoire, il est ensuite freiné dans son élan par une silhouette ressemblant à Satoru Gojo, apparemment revenu d'entre les morts. Mais en réalité il s'avère que c'est Yuta Okkotsu, qui  utilise la technique de Kenjaku qui consiste à changer de corps dans le but de prendre le contrôle du corps de Gojo. Sukuna présente ses excuses à Yuta pour l'avoir sous-estimé au début de la bataille.

## Réception
L'arrogance de Sukuna et  « sa manipulation d'énergie occulte phénoménale quasi quotidienne » sont très appréciées par Sportskeeda, qui le décrit comme étant  « le méchant d'animation le plus inspirant et terrifiant » , et en fait l'un des antagonistes d'animés les plus appréciés. Chingy Nea de Polygon apprécie la cruauté et le manque d'émotions sadique de Sukuna et comment il a renforcé le côté imprévisible de l'animé en tuant Yuji plus tôt dans l'histoire. Le réveil de Sukuna dans le corps de Yuji est décrit comme captivant et fantastique. David Eckstein-Schoemann de l'UNF Spinnaker trouve la dualité entre le personnage principal et le protagoniste intéressante. Il déclare que  « vous envisagez toutes les possibilités… et ils en tirent le meilleur parti. Le conflits et les interactions entre Yuji et Sukuna sont créatives et font preuve de génie. Cela joue beaucoup avec nos attentes. » 
Le personnage et la performance de Chase sont appréciés : « Il met en lumière le spectre d'un nouveau Ryomen Sukuna incarné en fléau, comme une bête sauvage insatiable qui prend plaisir à se nourrir de la chair et de la peur des humains et attise la crainte de ce qui est à venir chez Fushiguro. »  Le personnage est aussi comparé au protagoniste de Bleach, Ichigo Kurosaki, et à son personnage Hollow en raison de leurs similitudes dans ses premières apparitions en tant que jeune combattant qui développe des pouvoirs surnaturels comme un alter-ego maléfique pour protéger les gens de monstres gigantesques. Comic Book Resources compare la tentation d'utiliser Sukuna de Yuji à la tentation similaire d'autres personnages issus de shonen comme la personnalité de Hollow chez Ichigo de façon à analyser les conflits innés de chacun.
Dans un sondage de popularité mené par Viz Media en Mars 2021, Sukuna est élu comme étant le neuvième personnage le plus populaire de séries. Dans un second sondage effectué en décembre 2021 par Shonen Jump, il est élu le 13ème personnage le plus populaire. à la 5eme édition des Crunchyroll Anime Awards, Sukuna gagne le titre de meilleur antagoniste tandis que son combat contre Satoru Gojo est déclaré comme étant le meilleur combat,.